# Gärsnäs
Gärsnäs est une localité suédoise située dans la commune de Simrishamn en Scanie.
Sa population était de 1 080 habitants en 2019.